# 兀鲁斯
兀魯斯 （? - 1377年）也作斡罗斯汗，是白帐汗国的可汗，日后兼任金帐汗国可汗，是成吉思汗之子术赤后人。

## 祖先
根据《史集》和帖木儿帝国时期的系图资料《高贵系谱》，兀鲁思的祖先为术赤第十三子禿花帖木儿。
禿花帖木儿生有拜帖木儿、伯颜、兀伦帖木儿和金帖木儿四子，第三子兀伦帖木儿又生有雅吉黑、阿里库里、萨利查、奇拉齐兹四子。长男雅吉黑有二子，长子巴克迪亚儿，次子八库黑。兀鲁思就是这位八库黑的曾孙，他是帖木儿火者的孙子，八达忽儿斡黑兰之子。

## 生涯
拔都家族实质上最后一位可汗、金帐汗国第13代君主别儿迪别死去之后的14世纪后半，术赤兀鲁思两大家系：拔都家和斡儿答家相继绝后，术赤家族其他后继者们为了术赤兀鲁思的宗主之位展开了激战。
1368年兀鲁斯在塞格纳克继承了白帐汗位，统合了拔都家和斡儿答家相继断绝后持续混乱的术赤兀鲁思，以整合左右两翼为目标在1372年占领了萨莱成为金帐汗。但是在支配伏尔加河流域的金帐汗国权臣马麦势力下，被迫归还了锡尔河方面的领土。
由于兀鲁斯和同为上述兀伦帖木儿三子萨利查的曾孙，和曼吉什拉克地区的长官禿亦火者斡黑兰对立并杀害了他，导致禿亦火者斡黑兰的儿子脱脱迷失在1376年得到帖木儿支援下发动了数次入侵。
第一战兀鲁斯以次子忽都鲁不花迎击，成功击退了脱脱迷失，但是忽都鲁不花战死。
第二战由兀鲁斯长子脱黑脱乞牙率军，脱脱迷失败北，负伤撤退。
第三战帖木儿亲自领兵前来，兀鲁斯把部队驻扎在讹答剌，自己在塞格纳克固守，进行了持久战。冬天来临时，两方休战，帖木儿回了渴石。
1377年春，帖木儿再度进攻，兀鲁斯在战争中去世。死因有自然死亡以及伤重不治等各种说法。
他也曾经重建塞格纳克与在锡尔河发展农业。

## 子嗣
他至少有七个儿子
1.脱黑脱乞牙，继兀罗斯之后登上汗位，在位3个月，史称“公正而仁慈的”君主，生子恩克·布剌德，为哈萨克汗国两位创始人之一克列之父。
2.忽都鲁不花
3.脱忽鲁·布剌德
4.科利贾克，后来继承白帐汗国汗位，生子八剌汗，为白帐汗国最后一代可汗，为哈萨克汗国另一创始人贾尼别克之父。
5.脱脱·布剌德
6.赛义德·阿合马
7.赛义德·阿里
？.帖木儿·灭里（有争议，一说为术赤十三子脱欢帖木儿第四子金帖木儿的玄孙，阿拜的曾孙，诺姆坎之孙，忽都鲁帖木儿之子）。
和五个女儿。
| 前任： 馬哈麻·不剌 | 金帐汗国君主 1372年—1374年 | 繼任： 哈只·徹爾客思 |
| 前任： 馬哈麻·不剌 | 金帐汗国君主 1375年        | 繼任： 馬哈麻·不剌   |
| 前任： 沉台        | 白帐汗国君主 1360年—1377年 | 繼任： 脱黑脱乞牙    |

## 延伸阅读
[在维基数据编辑]
 《新元史/卷106》，出自柯劭忞《新元史》